# Xenolea
Xenolea – rodzaj chrząszczy z rodziny kózkowatych. 

## Zasięg występowania
Przedstawiciele tego rodzaju występują w Chinach, Azji Płd.-Wsch, na Tajwanie oraz Andamanach.

## Systematyka
Do Xenolea należą 3 gatunki:
- Xenolea asiatica
- Xenolea collaris
- Xenolea tomentosa